# 아메리카나 음악

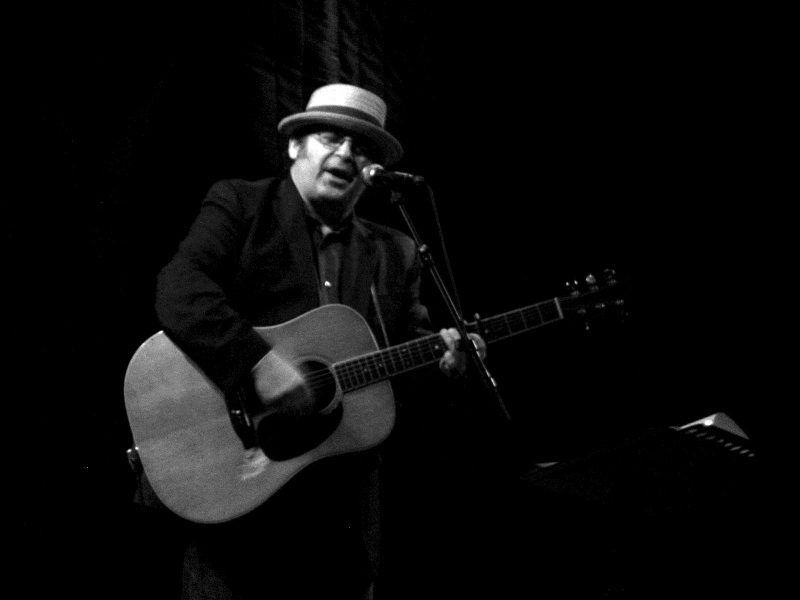

아메리카나 음악(Americana)은 미국의 민요(민속 음악)에 미국의 음악 정신, 미국의 음악 전통이 혼합된 양식의 음악 장르이다. 포크 음악, 컨트리 음악, 블루스, 리듬 앤드 블루스, 록 앤 롤 등의 여러 음악과 미국의 민속 음악이 혼합된 형식이 특징이다.
1990년대에는 미국의 여러 가수들이 아메리카나 음악 양식의 노래를 발표하면서 대중음악 장르 가운데 하나로 자리잡았다.

## 같이 보기
- 컨트리 록
- 루츠 록
- 하트랜드 록
- 서던 록